# Corner Island
Corner Island (von englisch corner ‚Ecke, Winkel‘) ist eine kleine Insel in Form eines namengebenden rechten Winkels westlich der Antarktischen Halbinsel. Sie liegt 175 m nordöstlich der Galíndez-Insel in der Gruppe der Argentinischen Inseln des Wilhelm-Archipels.
Eine Vermessung und Benennung der Insel erfolgte 1935 bei der British Graham Land Expedition (1934–1937) unter der Leitung des australischen Polarforschers John Rymill.